# Касаткин Перевоз
Касаткин Перевоз — деревня в Слободском районе Кировской области в составе Каринского сельского поселения.

## География
Находится на расстоянии примерно 33 км по прямой на юго-восток от районного центра города Слободской на правобережье реки Чепца.

## История
Известна с 1802 года, когда здесь (деревня «Перевозская») было учтено 6 дворов и 16 душ мужского пола. В 1873 году учтено дворов 9 и жителей 86, в 1905 15 и 105, в 1926 23 и 114, в 1950 30 и 102, в 1989 году оставалось 5 человек. Ныне имеет дачный характер.

## Население
Постоянное население не было учтено как в 2002 году, так и в 2010.